# Elecciones generales de Granada de 1954
Las elecciones generales de Granada de 1954 tuvieron lugar el 20 de septiembre del mencionado año con el objetivo de renovar los ocho escaños electos del Consejo Legislativo de Granada, entonces una colonia del Imperio británico. Fueron las segundas elecciones realizadas bajo sufragio universal en la historia de Granada. Sin embargo, por entonces la mayor parte del poder político continuaba recayendo en el gobierno británico, y la mitad de los miembros del Consejo Legislativo eran designados.
En el momento de las elecciones, solo un partido político operaba en el archipiélago, el Partido Laborista Unido de Granada (GULP) encabezado por Eric Gairy y sucesor del Partido Popular de Granada que había ganado las anteriores elecciones luego de haber encabezado una serie de violentas huelgas para exigir concesiones laborales y políticas al régimen colonial. Sin embargo, la creciente colaboración de Gairy con las autoridades coloniales y su negativa a presionar por reformas más profundas le granjeó críticas dentro de su propio partido, provocando que algunas figuras lo abandonaran. Aun así, la oposición a Gairy se mostró muy dividida y la lista de ocho candidatos del GULP enfrentó hasta veintitrés candidaturas independientes, dando como resultado una competencia entre múltiples candidatos en la mayoría de las circunscripciones.
En última instancia, el GULP se benefició de la división de sus múltiples oponentes y la falta de un aparato político partidario de estos y obtuvo en términos parlamentarios el mismo resultado que en 1951, ganando las seis circunscripciones que había ganado en dicha ocasión por márgenes variados, y reafirmando el liderazgo político de Gairy. No obstante, la pérdida de apoyo en los sectores rurales se hizo notar y el GULP obtuvo solo el 48,66% de los votos válidamente emitidos, mientras que el 51,34% se repartió entre los candidatos independientes. Theophilus Albert Marryshow, el principal oponente político de Gairy, fue reelegido en la Ciudad de Saint George, y Frederick Bridgewater Patterson ganó el escaño de Carriacou y Pequeña Martinica. La participación decayó ligeramente a un 67,39% del electorado registrado.

## Contexto
Las elecciones generales de 1951, primeras bajo sufragio universal para adultos en la historia de Granada, resultaron en un triunfo rotundo para el Partido Popular de Granada, brazo partidario de la Unión de Trabajadores Manuales y Metalúrgicos, sindicato que había encabezado una serie de violentas huelgas contra el gobierno colonial a principios de año. El GPP obtuvo seis de los ocho escaños parlamentarios en disputa. Su líder, Eric Gairy, emergió de los comicios como el dirigente político más popular del país en detrimento de Theophilus Albert Marryshow, que había encabezado inicialmente la lucha por una mayor representación política para los ciudadanos granadinos. Durante la legislatura siguiente, el GPP continuó construyendo su hegemonía. El Comité de Acción de Granada, partido que había enfrentado al GPP en las elecciones, se disolvió después de los comicios y el GPP se convirtió en el único partido político debidamente constituido en el país. El parlamentario elegido por Carriacou y Pequeña Martinica, Cyril Sylvester, se unió al GPP poco antes de morir a principios de 1952. En la elección complementaria resultante su esposa, Eve Sylvester, compitió como candidata del GPP y resultó electa, convirtiéndose en la primera mujer elegida al Parlamento de Granada.
Sin embargo, la popularidad de Gairy se deterioró durante el siguiente bienio debido a que su liderazgo relajó el nivel de confrontación con el gobierno colonial británico y comenzó a construir una mejor relación con este, debilitando el apoyo que la clase trabajadora negra, población mayoritaria de la colonia, le había otorgado hasta entonces. A pesar de haber triunfado con una plataforma de corte laborista, solo nueve de las 110 leyes que el Consejo Legislativo aprobó entre 1952 y 1954 iban dirigidas a mejorar las condiciones laborales en el país. A partir de 1953, comenzó a dar discursos en los que llegó a elogiar al gobierno británico. En general, el régimen colonial mantuvo una imagen negativa de Gairy y no estuvo dispuesto a cooperar mayormente con él, mientras que la afiliación al sindicato y el apoyo al GPP comenzó a disminuir. Consciente del deterioro en su popularidad, Gairy cambió el nombre del GPP a Partido Laborista Unido de Granada o GULP. Mientras tanto, la falta de organización partidaria de sus opositores contribuyó a que se considerara que el partido tenía serias chances de volver a ganar.

## Sistema electoral
Las elecciones se realizaron bajo la Orden del Consejo Legislativo de agosto de 1951. Bajo la normativa política vigente, Granada era una colonia dependiente de las Islas de Barlovento Británicas gobernada con una versión modificada del sistema Westminster. El Consejo Legislativo, compuesto por quince escaños, era el órgano a cargo de la legislación en la colonia y designaba dos miembros del Consejo Ejecutivo a cargo de la administración local. De estos quince escaños, siete serían designados por el gobierno británico, mientras que los ocho restantes serían elegidos directamente mediante un sistema de escrutinio mayoritario uninominal. Para este fin, cada una de las seis parroquias de la colonia, así como la Ciudad de Saint George y las islas de Carriacou y Pequeña Martinica elegirían un miembro del Parlamento por simple mayoría de votos. Cada candidato debía presentar un depósito electoral monetario de 25 libras esterlinas para poder presentarse, y lo perdería si recibiera menos del 12,5% de los votos válidamente emitidos en su circunscripción.

## Resultados

### Nivel general
|  | 48.66 % |

|  | 51.34 % |

|  | 90.52 % |

|  | 9.48 % |

|  | 100.00 % |

|  | 67.39 % |

### Resultados por circunscripción
|  | 50.51 % |

|  | 26.64 % |

|  | 14.42 % |

|  | 8.44 % |

|  | 97.17 % |

|  | 2.83 % |

|  | 100.00 % |

|  | 64.79 % |

|  | 79.26 % |

|  | 13.45 % |

|  | 7.29 % |

|  | 82.44 % |

|  | 17.56 % |

|  | 100.00 % |

|  | 58.38 % |

|  | 51.80 % |

|  | 34.98 % |

|  | 5.02 % |

|  | 4.38 % |

|  | 3.82 % |

|  | 97.07 % |

|  | 2.93 % |

|  | 100.00 % |

|  | 67.70 % |

|  | 37.77 % |

|  | 32.89 % |

|  | 29.34 % |

|  | 91.26 % |

|  | 9.74 % |

|  | 100.00 % |

|  | 71.42 % |

|  | 83.58 % |

|  | 16.42 % |

|  | 81.56 % |

|  | 18.44 % |

|  | 100.00 % |

|  | 61.00 % |

|  | 40.75 % |

|  | 39.16 % |

|  | 11.54 % |

|  | 7.12 % |

|  | 1.43 % |

|  | 81.56 % |

|  | 18.44 % |

|  | 100.00 % |

|  | 72.80 % |

|  | 41.62 % |

|  | 22.56 % |

|  | 16.41 % |

|  | 14.12 % |

|  | 5.29 % |

|  | 94.27 % |

|  | 5.73 % |

|  | 100.00 % |

|  | 67.82 % |

|  | 50.25 % |

|  | 22.88 % |

|  | 20.05 % |

|  | 6.82 % |

|  | 94.43 % |

|  | 5.57 % |

|  | 100.00 % |

|  | 81.45 % |